# Cortodera coniferae
Cortodera coniferae is een keversoort uit de familie van de boktorren (Cerambycidae). De wetenschappelijke naam van de soort werd voor het eerst geldig gepubliceerd in 1947 door Hopping & Hopping.